# 영천 숭렬당
영천 숭렬당(永川 崇烈堂)은 대한민국 경상북도 영천시 성내동에 있는 조선시대의 건축물이다. 1970년 7월 23일 대한민국의 보물 제521호로 지정되었다.

## 개요
조선 세종 때 대마도와 여진 정벌에 공을 세운 이순몽 장군의 집으로 세종 15년(1433)에 중국식으로 지은 건물이다. 1970년 문화재로 지정된 뒤 복원공사를 한 건물로 지금은 장군의 위패를 모시고 제사를 드리는 사당으로 쓰고 있다.
규모는 앞면 5칸·옆면 3칸이며 지붕은 옆면에서 볼 때 사람 인(人)자 모양인 맞배지붕인데 그 양쪽 끝 칸에 날개를 단 듯 지붕을 덧달았다. 따라서 전체로 보면 옆면이 여덟 팔(八)자 모양과 비슷한 팔작지붕으로 볼 수 있다. 이 같은 모양은 맞배지붕이 팔작지붕으로 변하는 과정을 보이고 있는 지붕 형식이다. 지붕 처마를 받치기 위해 기둥 위부분에 장식하여 짜은 구조는 새부리 모양으로 뻗쳐 나왔다. 평면은 가운데 3칸보다 양쪽 끝 칸이 한 자씩 좁으며 건물 안쪽의 천장은 가구가 훤히 보이는 연등천장으로 꾸미고 있다.
구조가 조선 전기의 수법을 보이고 있지만 일부 재료의 정교하고 아름다운 조각들이 조선 후기의 수법을 나타내고 있다. 조사결과 몇 차례 수리가 있었던 것으로 보이는데 대체로 검소하고 건실하게 지은 집이다.

## 같이 보기
- 이순몽

## 참고 자료
- 영천 숭렬당 - 국가유산청 국가유산포털